# Jigme Namgyel Wangchuck
Jigme Namgyel Wangchuck (ur. 5 lutego 2016 w Thimphu) – bhutański książę i następca tronu. Jego rodzicami są król Jigme Khesar Namgyel Wangchuck i królowa Dziecyn Pema. Jest pierwszym dzieckiem pary królewskiej.
Z okazji jego urodzin zasadzono w Bhutanie 108 tysięcy drzew, na których umieszczono życzenia dla przyszłego króla.